# یواس‌اس منومینی (وای‌تی‌بی-۷۹۰)
یواس‌اس منومینی (وای‌تی‌بی-۷۹۰) (به انگلیسی: USS Menominee (YTB-790)) یک کشتی بود که طول آن ۱۰۹ فوت (۳۳ متر) بود. این کشتی در سال ۱۹۶۷ ساخته شد.